# نبیوولول
نبیوولول (انگلیسی: Nebivolol) یک داروی مسدودکننده بتا (بتابلاکر) است که برای درمان فشار خون بالا و نارسایی قلبی به کار می‌رود. مانند سایر بتابلاکرها، معمولاً برای فشار خون بالا یک درمان کمتر ترجیح داده شده‌است. ممکن است به تنهایی یا با سایر داروهای فشار خون استفاده شود. این دارو از راه دهان مصرف می‌شود.
عوارض جانبی رایج آن عبارتند از: سرگیجه، احساس خستگی، حالت تهوع و سردرد. عوارض جانبی جدی ممکن است شامل نارسایی قلبی و برونکواسپاسم باشد. استفاده از آن در بارداری و شیردهی توصیه نمی‌شود. این دارو با مسدود کردن گیرنده‌های آدرنرژیک β۱ در قلب و گشاد کردن رگ‌های خونی عمل می‌کند.
نبیوولول در سال ۱۹۸۳ ثبت اختراع شد و در سال ۱۹۹۷ مورد استفاده پزشکی قرار گرفت. این دارو به عنوان یک داروی ژنریک در بریتانیا در دسترس است. در سال ۲۰۱۹، این دارو با بیش از ۳ میلیون نسخه، صد و نود و یکمین داروی رایج در ایالات متحده بود.

## کاربرد پزشکی
این دارو برای درمان فشار خون بالا و نارسایی قلبی به کار می‌رود. نبیوولول در درمان آنژین، برای کاهش ضربان قلب و نیروی انقباض استفاده می‌شود. این امر در بیمارانی که نیاز به کاهش اکسیژن مورد نیاز قلب دارند به‌طوری که خون تأمین شده از شریان‌های تنگ یا منقبض شده کافی باشد، مرتبط است.
مهارکننده‌های ACE، آنتاگونیست‌های گیرنده آنژیوتانسین II، مسدودکننده‌های کانال کلسیم و دیورتیک‌های تیازیدی معمولاً برای درمان فشار خون اولیه در غیاب بیماری‌های همراه، نسبت به مسدودکننده‌های بتا ترجیح داده می‌شوند.

## موارد منع مصرف
- برادی کاردی شدید
- بلوک قلبی بیشتر از درجه یک
- بیماران مبتلا به شوک قلبی
- نارسایی قلبی جبران نشده
- سندرم سینوس بیمار (مگر اینکه ضربان ساز دائمی در محل وجود داشته باشد)
- بیماران با نارسایی شدید کبدی (کلاس Child-Pugh B)
- بیمارانی که به هر یک از اجزای این دارو حساسیت دارند.

## واکنش‌های نامطلوب
- سردرد
- پارستزی
- سرگیجه
- ضربان قلب آهسته

## فارماکولوژی و بیوشیمی

### β۱-انتخابی
مسدودکننده‌های بتا با مسدود کردن گیرنده‌های β۱ به بیماران مبتلا به بیماری‌های قلبی عروقی کمک می‌کنند، در حالی که بسیاری از عوارض جانبی این داروها به دلیل مسدود کردن گیرنده‌های β۲ است. به همین دلیل، مسدودکننده‌های بتا که به‌طور انتخابی گیرنده‌های آدرنرژیک β۱ را مسدود می‌کنند (به‌عنوان مسدودکننده‌های بتا انتخابی یا انتخابی بتا) عوارض جانبی کمتری (مثلاً انقباض برونش) نسبت به داروهایی ایجاد می‌کنند که به‌طور غیرانتخابی گیرنده‌های β۱ و β۲ را مسدود می‌کنند.
در یک آزمایش که بر روی بافت قلب بیوپسی شده انجام شد، ثابت شد که نبیوولول انتخابی‌ترین β۱ در بین بتابلوکرهای آزمایش شده‌است و تقریباً ۳٫۵ برابر بیشتر از بیزوپرولول بتا۱ انتخابی است. با این حال، انتخاب گیرنده دارو در انسان پیچیده‌تر است و به دوز دارو و مشخصات ژنتیکی بیمار مصرف‌کننده دارو بستگی دارد. این دارو در ۵ میلی‌گرم بسیار انتخابی قلبی است. افزون بر این، در دوزهای بالاتر از ۱۰ میلی‌گرم، نبیوولول انتخاب قلبی خود را از دست می‌دهد و گیرنده‌های β۱ و β۲ را مسدود می‌کند. (در حالی که دوز شروع توصیه شده نبیوولول ۵ میلی‌گرم است، کنترل کافی فشار خون ممکن است به دوزهای تا ۴۰ میلی‌گرم نیاز داشته باشد). افزون بر این، نبیوولول زمانی که توسط بیمارانی با ترکیب ژنتیکی که آنها را متابولیزه کننده ضعیف نبیوولول (و سایر داروها) یا با مهارکننده‌های CYP2D6 می‌کند، انتخابی قلبی نیست از هر ۱۰ نفر قفقازی ۱ نفر و حتی بیشتر از افراد سیاهپوست متابولیسم CYP2D6 ضعیفی دارند و بنابراین ممکن است از انتخاب قلبی نبیوولول سود کمتری ببرند، اگرچه در حال حاضر هیچ مطالعه مستقیم قابل مقایسه‌ای وجود ندارد.
نبیوولول در حالی که به‌طور انتخابی گیرنده بتا (۱) را مسدود می‌کند، به عنوان آگونیست بتا (۳) عمل می‌کند. گیرنده‌های β۳ در کیسه صفرا، مثانه و در بافت چربی قهوه‌ای یافت می‌شوند. نقش آنها در فیزیولوژی کیسه صفرا ناشناخته است، اما پنداشته می‌شود که در لیپولیز و گرمازایی در چربی قهوه‌ای نقش دارند. پنداشته می‌شود در مثانه باعث شل شدن مثانه و جلوگیری از ادرار می‌شود.
به دلیل مهار آنزیمی، فلووکسامین قرار گرفتن در معرض نبیوولول و متابولیت هیدروکسیله فعال آن (۴-OH-نبیوولول) را در داوطلبان سالم افزایش می‌دهد.

### عمل گشادکننده عروق
نبیوولول به عنوان یک بتا بلوکر منحصر به فرد است. برخلاف کارودیلول، از طریق تحریک گیرنده‌های β۳، دارای اثر گشادکننده عروقی و تقویت‌کننده اکسید نیتریک (NO) است. همراه با لابتالول، سلیپرولول و کارودیلول، یکی از چهار مسدودکننده بتا است که افزون بر تأثیر بر قلب، باعث گشاد شدن عروق خونی می‌شود.

### اثر ضد فشار خون
نبیوولول با کاهش مقاومت عروق محیطی، فشار خون (BP) را کاهش می‌دهد و حجم ضربه را با حفظ برون‌ده قلبی به میزان چشمگیری افزایش می‌دهد.
اثر خالص همودینامیک نبیوولول نتیجه تعادل میان اثرات مضعف بتا بلوک و عملکردی است که برون‌ده قلبی را حفظ می‌کند. در کارآزمایی‌هایی که در گروه‌های بیمارانی که نماینده جمعیت پرفشاری خون ایالات متحده در نظر گرفته می‌شدند، در افراد سیاه‌پوست و در افرادی که درمان همزمان با سایر داروهای ضد فشار خون دریافت می‌کردند، پاسخ‌های ضدفشار خون با نبیوولول به‌طور قابل‌توجهی بیشتر از دارونما بود.

### فارماکولوژی عوارض جانبی
چندین مطالعه نشان داده‌اند که نبیوولول عوارض جانبی معمول مرتبط با بتابلوکرها، مانند خستگی، افسردگی بالینی، برادی‌کاردی یا ناتوانی جنسی را کاهش داده‌است. با این حال، طبق FDA با شماری از خطرات جدی همراه است. بیستولیک در بیماران مبتلا به برادی کاردی شدید، بلوک قلبی بیشتر از درجه اول، شوک قلبی، نارسایی قلبی جبران نشده، سندرم سینوس بیمار (مگر اینکه ضربان ساز دائمی در محل وجود داشته باشد)، نارسایی شدید کبدی (Child-Pugh> B) و در بیمارانی که به هر یک از اجزای محصول حساس هستند. درمان بیستولیک همچنین با هشدارهای مربوط به قطع ناگهانی درمان، نارسایی قلبی، آنژین و آنفارکتوس حاد میوکارد، بیماری‌های برونش اسپاستیک، بیهوشی و جراحی‌های بزرگ، دیابت و هیپوگلیسمی، تیروتوکسیکوز، بیماری عروق محیطی، استفاده از مسدودکننده‌های کانال کلسیم غیر دی هیدروپیریدینی همراه است. به عنوان اقدامات احتیاطی در مورد استفاده با مهارکننده‌های CYP2D6، اختلال در عملکرد کلیه و کبد، و واکنش‌های آنافیلاکتیک. در نهایت، بیستولیک با خطرات دیگری که در بخش واکنش‌های نامطلوب PI توضیح داده شده‌است، مرتبط است. به عنوان مثال، شماری از عوارض جانبی اورژانسی درمان با بروز بیشتر یا مساوی ۱ درصد در بیماران تحت درمان بیستولیک و با فراوانی بالاتر از بیماران تحت درمان با دارونما در مطالعات بالینی، از جمله سردرد، خستگی و سرگیجه شناسایی شد.